# Magnolia philippinensis
Espèce
Synonymes
- Michelia philippinensis (P.Parm.) Dandy[1] [2]

Statut de conservation UICN

 DD  : Données insuffisantes
Magnolia philippinensis est une espèce de plantes à fleurs de la famille des Magnoliaceae. C'est un arbre trouvé aux Philippines et en Thaïlande.

## Description
C'est un arbre.